# 全国仮設安全事業協同組合
全国仮設安全事業協同組合（ぜんこくかせつあんぜんじぎょうきょうどうくみあい、Alliance Cooperation of Construction Equipment & Scaffolding for Safety）は、仮設に起因する労働災害の撲滅を目指すことを目的とした仮設事業に係る製造・販売（リース・レンタル業含む）や工事施工及び安全コンサルトを行う事業者にて構成する団体。略称はACCESS（アクセス）。

## 沿革
- 2000年（平成12年）
  - 6月 -設立総会
  - 7月3日 - 中小企業等協同組合法により通商産業大臣（当時）及び建設大臣（当時）の設立認可を受け設立
  - 9月 - 仮設安全監理者特別教育講習会（現仮設安全監理者資格取得講習会）を開始
  - 11月 - チェックリストによる足場の安全点検を開始
- 2001年（平成13年）
  - 1月 - 欧州先進国の足場基準（二段手すりとつま先板が標準）に日本も足並みを揃えるべきと提言
  - 3月 - 仮設安全監理者実務研修会を実施
- 2002年（平成14年）
  - 4月 - 「仮設整備・検収安全監理者」の資格取得講習会開始
- 2004年（平成16年）
  - 3月 - 「建築工事用垂直ネット(JISA8960)」の発効
  - 9月 - 仮設安全監理者の資格を建設会社にオープン化
- 2006年（平成18年）
  - 4月 - 「手すり先行形足場(JISA8961)」及び「つま先板(JISA8962)」の発効
- 2008年（平成20年）
  - 3月 - 屋根工事用足場及び施工方法(JIS8971)を制定
  - 12月 - 斜面・法面工事用仮設設備(JISA8972)を制定
- 2010年（平成22年）
  - 5月 - 青年部発足

## 事業内容
- 労働災害撲滅推進を図るための仮設安全監理者の教育事業
- 仮設製品及び仮設工事の共同安全監理事業
- 仮設製品及び仮設工事の共同販売及びその斡旋事業
- 資機材、消耗品、原料の共同購買及びその斡旋事業
- 仮設製品及び仮設工事の共同受注及びその斡旋事業
- 共同宣伝に関する事業
- 調査、研究、開発に関する事業
- 経済的地位の改善のための団体協約の締結
- 教育及び情報の提供に関する事業
- 中小企業倒産防止共済事業に関する事業
- 福利厚生に関する事業
- その他、組合の目的達成に必要な事業

## 支部・支所
- 北海道支部 - 北海道札幌市中央区南1条東7-2-4　カタギリ・コーポレーションビル
  - 札幌支所
- 東北支部 - 秋田県秋田市下新城中野字街道端西40
  - 宮城支所
  - 青森支所
  - 岩手支所
  - 秋田支所
  - 山形支所
  - 福島支所
- 関東支部 - 東京都中央区日本橋小伝馬町15-18　EDGE小伝馬町ビル5階
  - 東京支所
  - 茨城支所
  - 栃木支所
  - 群馬支所
  - 埼玉支所
  - 千葉支所
  - 神奈川支所
  - 山梨支所
- 北信越支部 - 新潟県新潟市中央区笹口3-14-2　辰巳ビル2階
  - 新潟支所
  - 富山支所
  - 石川支所
  - 福井支所
- 中部支部 - 愛知県名古屋市南区浜田町1-10　2階
  - 愛知支所
  - 岐阜支所
  - 静岡支所
  - 三重支所
- 近畿支部 - 大阪府大阪市中央区材木町1-6 第12新興ビル6階　
  - 大阪支所
  - 滋賀支所
  - 京都支所
  - 兵庫支所
  - 奈良支所
  - 和歌山支所
- 中国支部 - 広島県広島市中区幟町3-55　幟町ゼネラルビル6階
  - 広島支所
  - 鳥取支所
  - 島根支所
  - 岡山支所
  - 山口支所
- 四国支部 - 香川県高松市伏石町2163-21
  - 徳島支所
  - 香川支所
  - 愛媛支所
  - 高知支所
- 九州支部 - 福岡県福岡市中央区草香江1-5-2-401
  - 福岡支所
  - 佐賀支所
  - 長崎支所
  - 熊本支所
  - 大分支所
  - 宮崎支所
  - 鹿児島支所
  - 沖縄支所